# Repubblica Ceca ai Giochi della XXVII Olimpiade
La Repubblica Ceca partecipò ai Giochi della XXVII Olimpiade, svoltisi a Sydney, Australia, dal 15 settembre al 1º ottobre 2000, con una delegazione di 119 atleti impegnati in venti discipline.

## Medaglie
| Medaglia | Nome                | Sport       | Evento                          |
| -------- | ------------------- | ----------- | ------------------------------- |
| Oro      | Štěpánka Hilgertová | Canoa/kayak | Slalom K-1 Donne                |
| Oro      | Jan Železný         | Atletica    | Lancio del giavellotto maschile |

## Risultati

### Calcio
- Uomini

| Atleta | Classifica |                      |
| --- | --- | -------------------- |
| V · D · M Nazionale olimpica ceca · Calcio ai Giochi Olimpici Estivi 2000 1 Chvalovský · 2 Lu. Došek · 3 Petrouš · 4 Kováč · 5 Lengyel · 6 Týce · 7 Sionko · 8 Ujfaluši · 9 Jankulovski · 10 Kučera · 11 Baroš · 12 Polák · 13 Brabec · 14 Li. Došek · 15 Vozábal · 16 Šimák · 17 Heinz · 18 Drobný · CT : Brückner | 14° |                      |
| Nazionale olimpica ceca · Calcio ai Giochi Olimpici Estivi 2000 | |                      |
| 1 Chvalovský · 2 Lu. Došek · 3 Petrouš · 4 Kováč · 5 Lengyel · 6 Týce · 7 Sionko · 8 Ujfaluši · 9 Jankulovski · 10 Kučera · 11 Baroš · 12 Polák · 13 Brabec · 14 Li. Došek · 15 Vozábal · 16 Šimák · 17 Heinz · 18 Drobný · CT: Brückner                                                                            | 1 Chvalovský · 2 Lu. Došek · 3 Petrouš · 4 Kováč · 5 Lengyel · 6 Týce · 7 Sionko · 8 Ujfaluši · 9 Jankulovski · 10 Kučera · 11 Baroš · 12 Polák · 13 Brabec · 14 Li. Došek · 15 Vozábal · 16 Šimák · 17 Heinz · 18 Drobný · CT: Brückner | Rep. Ceca (bandiera) |